# Perhamita
La perhamita es un mineral de la clase de los minerales fosfatos, y dentro de esta pertenece al llamado “grupo de la perhamita”. Fue descubierta en 1977 cerca de  Newry en el condado de Oxford, estado de Maine (EE. UU.), siendo nombrada así en honor de Frank Croydon Perham, geólogo estadounidense. Un sinónimo es su clave: IMA1975-019.

## Características químicas
Es un fosfato hidroxilado e hidratado de calcio, aluminio y silicio, como todos los del grupo de la perhamita. Estructuralmente relacionado y muy similar a la crandallita (CaAl3(PO4)(PO3OH)(OH)6).
Además de los elementos de su fórmula, suele llevar como impurezas: titanio, hierro, magnesio, sodio y flúor.

## Formación y yacimientos
Se forma normalmente en la última etapa de mineralización en la pegmatita del granito, de aparición rara. También se ha encontrado en las zonas de oxidación de los yacimientos de menas metalíferas.
Suele encontrarse asociado a otros minerales como: siderita, wardita, ambligonita, eosforita, esfalerita, fluellita, minyulita o wavellita.